# Saint-Jeure-d'Andaure
Saint-Jeure-d'Andaure är en kommun i departementet Ardèche i regionen Auvergne-Rhône-Alpes i sydöstra Frankrike. Kommunen ligger  i kantonen Saint-Agrève som ligger i arrondissementet Tournon-sur-Rhône. År 2022 hade Saint-Jeure-d'Andaure 101 invånare.

## Befolkningsutveckling
Antalet invånare i kommunen Saint-Jeure-d'Andaure
Referens: INSEE